# Koptische weefsels

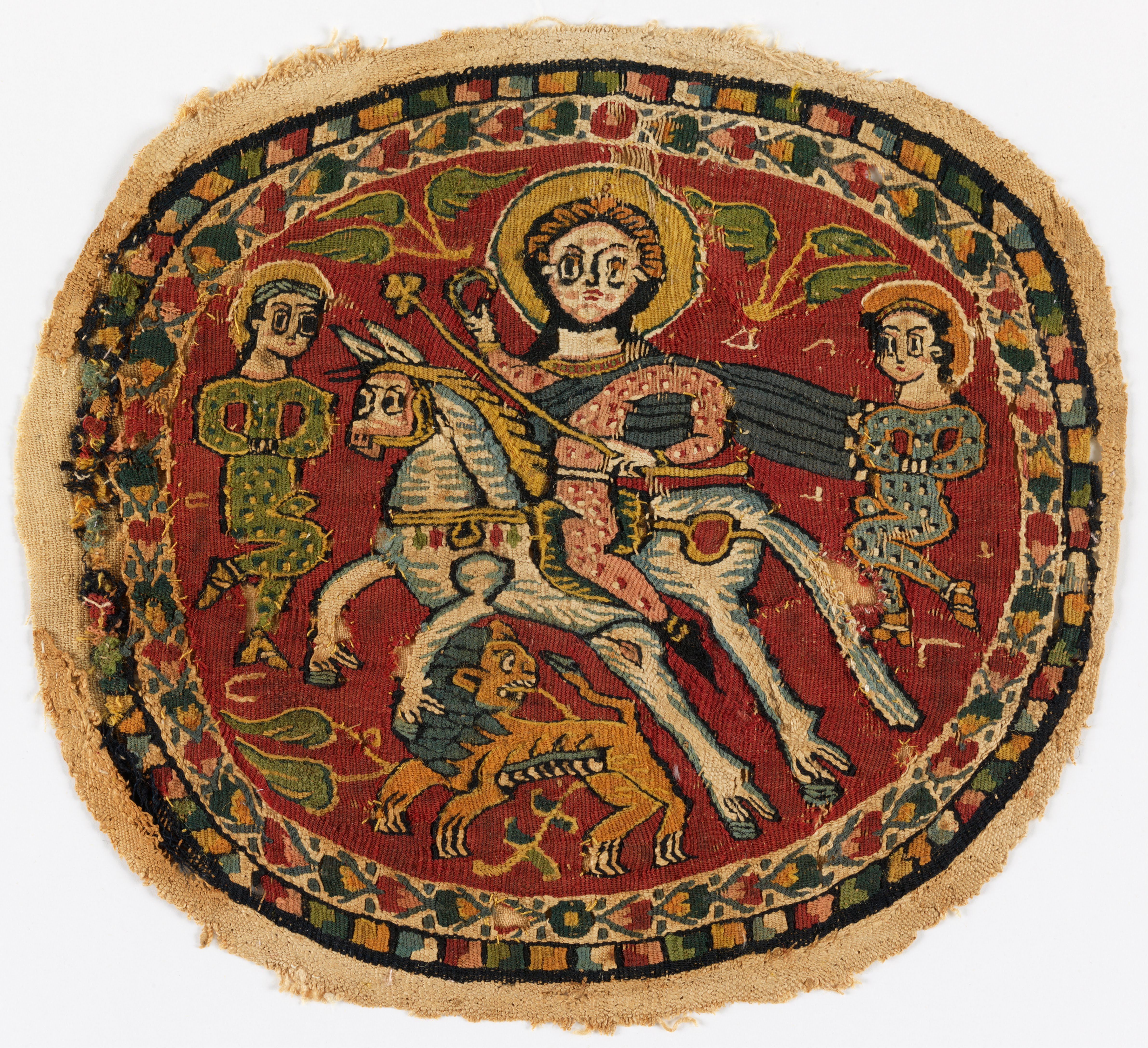
Rond sierstuk (orbiculum) uit de zesde of zevende eeuw.

Koptische weefsels zijn geweven stoffen of decoraties uit de late oudheid of de vroegchristelijke periode die vervaardigd werden in het Middellandse Zeegebied, met name in Egypte. De naam is ontleend aan de Kopten, oorspronkelijk een benaming voor alle Egyptenaren, later alleen voor de christelijke bevolking. Er zijn uitzonderlijk veel Koptische weefsels bewaard gebleven, dankzij het gebruik om de doden met hun kleding te begraven en dankzij de zeer droge bodemgesteldheid in het Nijldal, waar de meeste weefsels zijn opgegraven.

## Vervaardiging
De weefsels zijn gewoonlijk gemaakt van linnen, de decoraties ook wel van wol, geverfd in de kleuren rood, blauw, geel, groen, paars, zwart en bruin. De gebruikte kleurstoffen zijn meekrap, indigo, saffraan, cochenille en purper, vervaardigd uit de slakken Murex brandaris of Hexaplex trunculus.
De eerste weefgetouwen waren horizontaal, verticale weefgetouwen werden later geïntroduceerd. Het basisgewaad was de tuniek. De meeste tunieken werden aan een stuk geweven. Decoraties werden direct ingeweven of apart geweven en op het gewaad geappliceerd. Een veel voorkomende vorm van decoratie zijn de clavi: verticaal over de schouders aangebrachte sierbanden, overgenomen van de Romeinen. Hieronder zijn vaak medaillons aangebracht, rond (orbiculi) of vierkant (tabulae). Tussen de clavi, onder de hals, kon een horizontaal sierstuk zijn aangebracht. Ook op de mouwen zijn vaak sierbanden en medaillons aangebracht.
De vroegste Koptisch weefsels zijn gedecoreerd met Egyptische en Griekse motieven. Latere weefsels vertonen de invloed van Byzantium en nog later van islamitische kunst.

## Verzamelingen
De interesse voor Koptisch textiel kwam eind negentiende eeuw op gang, vooral door enkele tentoonstellingen over dit onderwerp, waarbij catalogi verschenen van onder anderen de Duitse textielhistoricus Franz Bock en de Franse archeoloog Albert Gayet. Vanaf dat moment werd er systematisch gegraven. Er bevinden zich tienduizenden fragmenten van Koptische weefsels in diverse collecties, verspreid over de wereld. Een van de grootste collecties Koptisch textiel bevindt zich in het Koptische Museum in Koptisch Caïro. Een belangrijke collectie complete tunieken bevindt zich in de Kunstverzameling Katoen Natie te Antwerpen. In Nederland bevindt de belangrijkste collectie zich in het Allard Pierson Museum. Deze is deels afkomstig uit het Haags Gemeentemuseum.